# 대병소장
《대병소장》(중국어 정체자: 大兵小將, 간체자: 大兵小将, 병음: Dà Bīng Xiǎo Jiāng)은 영화배우 성룡이 만든 액션 영화이다. 2010년 개봉하였다. 한편, 유승준(문공자 역)이 해당 영화를 통해 스크린 데뷔하였다.

## 줄거리
기원전 227년 양나라와 위나라 사이의 치열한 전투가 밤새도록 이어진다. 전장에서 살아남은 것은 두 사람으로, 한 명은 양나라의 백전 노병(성룡)이고, 다른 한 명은 부상당한 위나라의 장군(왕리홍)이다. 노병은 보상금을 받고자 장군을 포로로 잡고 양나라로 향한다. 이 길에 두 사람은 장군의 신분을 증명할 수 있는 옥패를 젊은 여자에게 빼앗기기도 하고, 가지고 있던 음식과 물을 피난민들이 훔쳐가기도 하는 등 여러 곤경에 처하기도 한다. 한편, 위나라 장군의 동생이면서 위나라의 왕자이기도한 문공자(유승준)가 왕위를 차지할 욕심으로 형을 제거하기 위하여 이 둘을 쫓기 시작한다.

## 출연진
- 큰병사 - 성룡
- 작은장군 - 왕리홍
- 문공자(작은장군의 동생) - 유승준
- 가수 - 임붕